# Sebastian Larsson
Sebastian Bengt Ulf Larsson (Eskilstuna, 6. lipnja 1985.) bivši je švedski nogometaš i nacionalni reprezentativac koji je igrao na poziciji desnog krila.
Larsson je karijeru započeo u omladinskim momčadima domaćih klubova Eskilstuna City te IFK Eskilstuna dok je od 2001. do 2004. igrao u juniorima Arsenala. U seniorskom sastavu Arsenala igrač je ostvario svega tri nastupa te je sezonu 2006./07. proveo na posudbi u Birmingham Cityju. Istaknuvši se u klubu, Birmingham je otkupio njegov ugovor od Arsenala u ljeto 2007. Sebastian Larsson je s klubom ispao iz Premier lige krajem sezone 2010./11. Nakon pet godina i istekom ugovora, Larsson je 1. srpnja 2011. otišao u Sunderland. U srpnju 2017. je Šveđanin napustio Crne mačke.

## Karijera

### Klupska karijera

#### Arsenal
Nakon igranja u lokalnim omladinskim momčadima, Sebastian Larsson je 2004. u dobi sa 16 godina otišao u londonski Arsenal nakon što ga je uočio klupski skaut. Igrač je u seniorskoj momčadi debitirao 27. listopada 2004. u utakmici Liga kupa protiv Manchester Cityja. Tada je igrao na poziciji lijevog beka.

#### Birmingham City
U kolovozu 2006. Larsson odlazi na posudbu u Birmingham City. U prvih nekoliko utakmica igrač je postigao nekoliko pobjedonosnih pogodaka pred kraj utakmice (protiv Crystal Palacea i Shrewsbury Towna). Protiv Newcastle Uniteda je zabio dva gola u utakmici FA kupa. Trener ga je na terenu uglavnom koristio kao desno krilo ali je igrao i na pozicijama lijevog i desnog beka kada su igrači na tim pozicijama bili ozlijeđeni.
Krajem siječnja 2007. Birmingham City otkupljuje Larssonov ugovor koji s novim klubom potpisuje na četiri godine. Prvi gol za klub u novoj sezoni je postigao u utakmici protiv Sheffield Wednesdayja u travnju 2007., pretrčavši polovicu terena. U dvoboju protiv Bolton Wanderersa proglašen je igračem utakmice.
U prosincu 2007. igrač je u sudačkoj nadoknadi zabio spektakularan pogodak protiv Tottenham Hotspura. To je bila prva Birminghamova gostujuća pobjeda nakon tri mjeseca. Te sezone (2007./08.) je za klub zabio šest pogodaka od čega ih je polovica bila iz slobodnih udaraca (protiv Tottenhama, Portsmoutha i Liverpoola). Zbog toga je bio proglašen najboljim izvođačem slobodnih udaraca u Premier ligi.
U sezoni 2010./11. koja je za Larssona bila posljednja u dresu Birmingham Cityja, klub je stigao do finala Liga kupa koje se igralo na Wembleyju protiv favoriziranog Arsenala. Najprije je Larsson izveo korner u kojem je Johnson dodao Žigiću koji je zabio za neočekivano vodstvo Birminghama. Za Topnike je izjednačio Robin van Persie dok je za pobjedu Birminghama u 89. minuti zabio Obafemi Martins. Bio je to prvi trofej Birmingham Cityja od 1963. Britanske dnevne novine Daily Mail su tu utakmicu opisale kao "najveće iznenađenje na Wembleyju od 1988. kada je Wimbledon pobijedio Liverpool".
16. travnja 2010. Sebastian Larsson je zabio za klub u domaćoj 2:0 pobjedi protiv Sunderlanda a četiri dana kasnije je obilježio svoj 200. nastup za klub u svim natjecanjima.
Na kraju sezone Birmingham je ispao iz Premier lige a Larssonu je istekao postojeći ugovor tako da je napustio klub kao slobodan igrač.

#### Sunderland
22. lipnja 2011. Sunderland je objavio da će im se Sebastian Larsson pridružiti kao slobodan igrač 1. srpnja 2011. Larssonu je prilikom potpisivanja ugovora dodijeljen dres s brojem 7. Igrač je svoj debi za novi klub označio pogotkom za 1:1 na Anfield Roadu protiv Liverpoola. Svoj drugi gol za Sunderland je postigao iz slobodnog udarca u visokoj 4:0 pobjedi protiv Stoke Cityja. I protiv Arsenala na Emiratesu, Larsson je zabio iz slobodnog udarca zbog čega je Arsène Wenger za svojeg bivšeg igrača izjavio da je "možda najbolji izvođač slobodnih udaraca u prvenstvu".

#### Hull City
U kolovozu 2017. je Šveđanin prešao u Hull City bez odštete.

### Reprezentativna karijera
Larsson je prvi poziv u švedsku reprezentaciju dobio uoči kvalifikacijskih utakmica za EURO 2008. protiv Lihtenštajna i Sjeverne Irske u listopadu 2007. Za Švedsku je debitirao tek u veljači 2008. u prijateljskoj utakmici protiv Turske, odigravši svih 90 minuta. Izbornik ga je uveo u popis reprezentativaca za predstojeći EURO 2008. te je od tada postao standardnim igračem u reprezentaciji. Prvi gol za Švedsku je postigao 29. ožujka 2011. u kvalifikacijskoj utakmici za EURO 2012. protiv Moldove. Švedski nogometni izbornik objavio je u svibnju 2016. popis reprezentativaca za nastup na Europskom prvenstvu u Francuskoj, među kojim je i Larsson.

#### Pogoci za reprezentaciju
| #  | Datum               | Mjesto                              | Protivnik  | Pogodak | Rezultat | Natjecanje                  |
| -- | ------------------- | ----------------------------------- | ---------- | ------- | -------- | --------------------------- |
| 1. | 29. ožujka 2011.    | Stockholm, Švedska                  | Moldova    | 2:0     | 2:1      | Kvalifikacije za EURO 2012. |
| 2. | 7. listopada 2011.  | Helsinki, Finska                    | Finska     | 1:0     | 2:1      | Kvalifikacije za EURO 2012. |
| 3. | 11. listopada 2011. | Stockholm, Švedska                  | Nizozemska | 2:2     | 3:2      | Kvalifikacije za EURO 2012. |
| 4. | 29. veljače 2012.   | Zagreb, Hrvatska                    | Hrvatska   | 2:1     | 3:1      | Prijateljska utakmica       |
| 5. | 29. veljače 2012.   | Zagreb, Hrvatska                    | Hrvatska   | 3:1     | 3:1      | Prijateljska utakmica       |
| 6. | 19. lipnja 2012.    | Olimpijski stadion, Kijev, Ukrajina | Francuska  | 2:0     | 2:0      | EURO 2012.                  |

## Osvojeni trofeji
| Engleska        | Engleska    | Engleska |
| Klub            | Trofej      | Godina   |
| --------------- | ----------- | -------- |
| Birmingham City | FA Liga kup | 2011.    |

## Vanjske poveznice
- Profil igrača na Blues.premiumtv.co.uk  Arhivirana inačica izvorne stranice od 17. svibnja 2008. (Wayback Machine)
- Profil igrača na ESPN.com  Arhivirana inačica izvorne stranice od 3. travnja 2012. (Wayback Machine)